# Paul McGuigan
Paul McGuigan (Bellshill, 19 september 1963) is een Schotse film- en televisieregisseur.

## Biografie
Paul McGuigan begon in de jaren 1990 als televisieregisseur aan zijn carrière. In 1998 maakte hij zijn filmdebuut met het komisch drama The Acid House. Twee jaar later volgde de Britse gangsterfilm Gangster No. 1 (2000), met een cast bestaande uit onder meer Paul Bettany, Malcolm McDowell en David Thewlis. De film leverde hem een European Film Award-nominatie op in de categorie voor ontdekking van het jaar.
Na de eeuwwisseling werd hij vooral bekend als de regisseur van de misdaadfilm Lucky Number Slevin (2006) en de populaire tv-serie Sherlock. Voor de aflevering "A Scandal in Belgravia" (2012) werd hij genomineerd voor een Emmy Award. Daarnaast regisseerde hij ook de pilots voor de series Scandal, Devious Maids en Designated Survivor.

## Filmografie

### Film
- The Acid House (1998)
- Gangster No. 1 (2000)
- The Reckoning (2003)
- Wicker Park (2004)
- Lucky Number Slevin (2006)
- Push (2009)
- Victor Frankenstein (2015)
- Film Stars Don't Die in Liverpool (2017)

### Televisie
- Walk on the Wild Side (1994)
- Carnography (1994)
- Little Angels (2002)
- Thief (2006)
- Sherlock (2010–2012)
- Monroe (2011)
- Scandal (2012)
- Smash (2012)
- Devious Maids (2013)
- The Family (2016)
- Luke Cage (2016)
- Designated Survivor (2016)